# Horst-Achim Kern
Horst-Achim Kern (* 20. August 1943 in Berlin) ist ein deutscher Politiker (SPD).
Kern machte 1963 das Abitur und studierte anschließend an der Freien Universität Berlin. 1970 schloss er als Diplom-Verwaltungswirt (FH) ab. Er arbeitete im Bezirksamt Schöneberg und ab 1975 beim Senat von Berlin. Von 1982 bis 1989 war Kern zunächst Geschäftsführer, später Vorstandsvorsitzender des Sozialpädagogischen Instituts Berlin (SPI), eine Einrichtung der Arbeiterwohlfahrt Berlin.
1963 trat Kern der SPD bei. Bei der Berliner Wahl 1981 wurde er zunächst nicht gewählt, da aber Günter Gaus nach einem Monat ausschied, konnte Kern in das Abgeordnetenhaus von Berlin nachrücken. Im März 1989 wurde er Parlamentarischer Geschäftsführer, bis er 1995 aus dem Parlament ausschied.